# Pavel Karous
Pavel Karous (* 8. června 1979 Praha) je český sochař, pedagog, komentátor a publicista zaměřený na výtvarné umění ve veřejném prostoru.

## Život

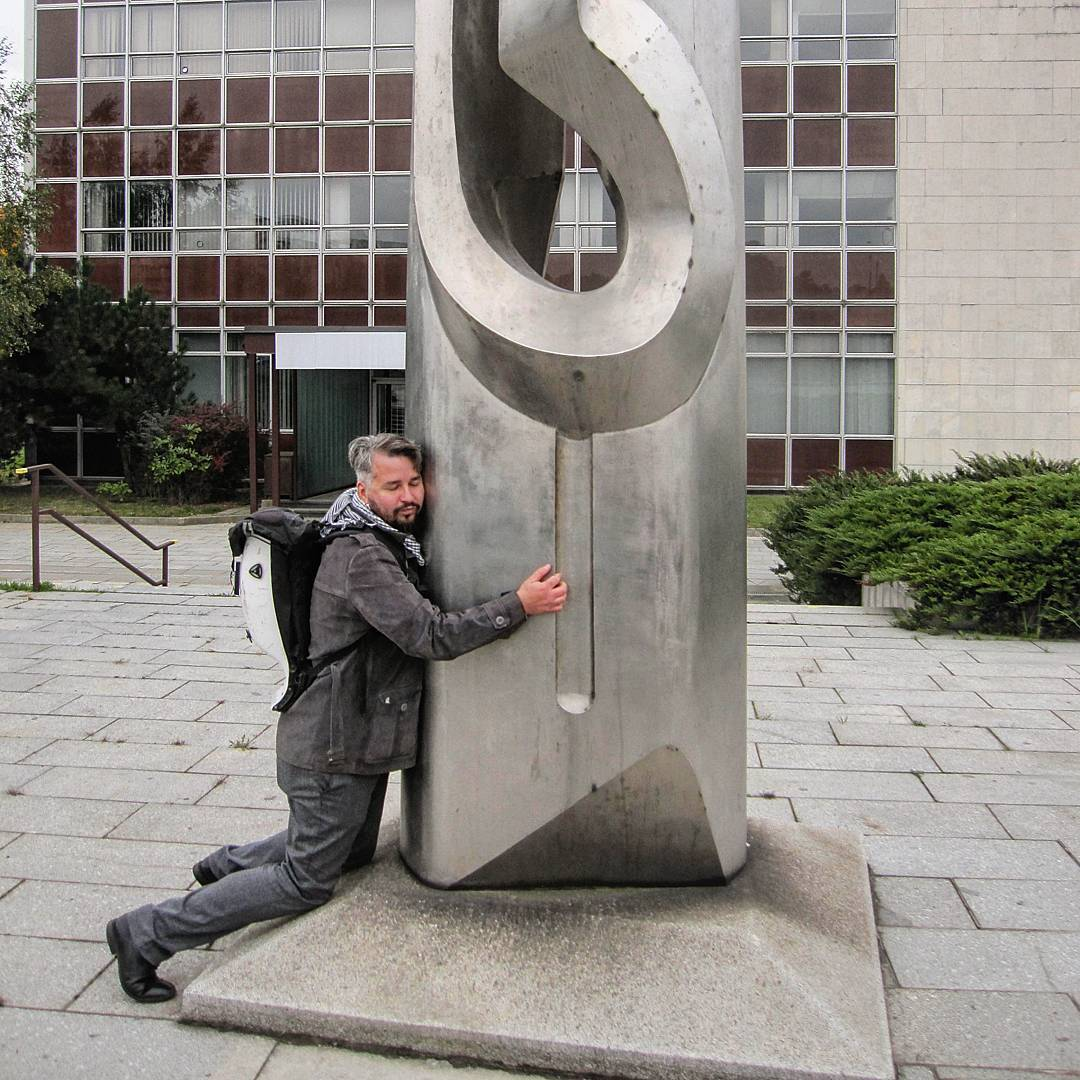
Pavel Karous objímá Amfion. Plzeň 2015.

Pavel Karous se narodil 8. června 1979 v Praze. Studoval Střední uměleckoprůmyslovou školu sklářskou v Železném Brodě u Ronyho Plesla. V letech 1998-99 působil na UJEP v ateliéru Skla Ilji Bílka. Vystudoval Vysokou školu uměleckoprůmyslovou v Praze v ateliéru Prostorová tvorba u Mariana Karla. V letech 2002 až 2003 byl na stáži na Univerzitě v Plymouthu v ateliéru sochy Andyho Clussana  a i na Akademii výtvarných umění v Praze v Ateliéru monumentální tvorby Aleše Veselého. Po škole nastoupil jako odborný asistent v Ateliéru skla na VŠUP. Mezi lety 2014 až 2022 vedl Ateliér sochy na Scholastice - škole současného umění a od roku 2024 učí jako vedoucí Ateliéru kovu a šperku na Střední uměleckoprůmyslové škole a vyšší odborné škole v Jablonci nad Nisou.
Ve své sochařské tvorbě se zabývá především vztahem mezi geometrií a lidskou společností, abstrakcí a realismem. Věnuje se oficiálním, neoficiálním i nelegálním uměleckým intervencím do městského veřejného prostoru se sociálně a politicky angažovaným obsahem – v roce 2021 například realizoval pomník antifašistické odbojářky Marie Kudeříkové v Brně. Vytváří také objekty, věnuje se místně specifickým instalacím, realizacím do architektury, designu, výstavnictví a scénografii (např. pro hru Michala Pěchoučka Muži malují nebo hru Egona Bondyho Cybercomix).
Do povědomí veřejnosti se dostal díky svému projektu Vetřelci a volavky, mapujícím normalizační umění v ČSSR. Za svoji knihu Vetřelci a volavky, která vznikla v rámci projektu, získal v České republice ocenění “Nejkrásnější kniha roku 2013” v kategorii odborná literatura a v roce 2015 byl oceněn čestným uznáním v prestižní mezinárodní soutěži “Best Book Design From All Over The World - Stiftung Buchkunst”. Na tento projekt později navázal i stejnojmenný dokument a poté série videí na Televizi Seznam Vetřelci a plameňáci a pořad Volavky a predátoři pro Českou televizi. 

## Dílo

### Výstavy

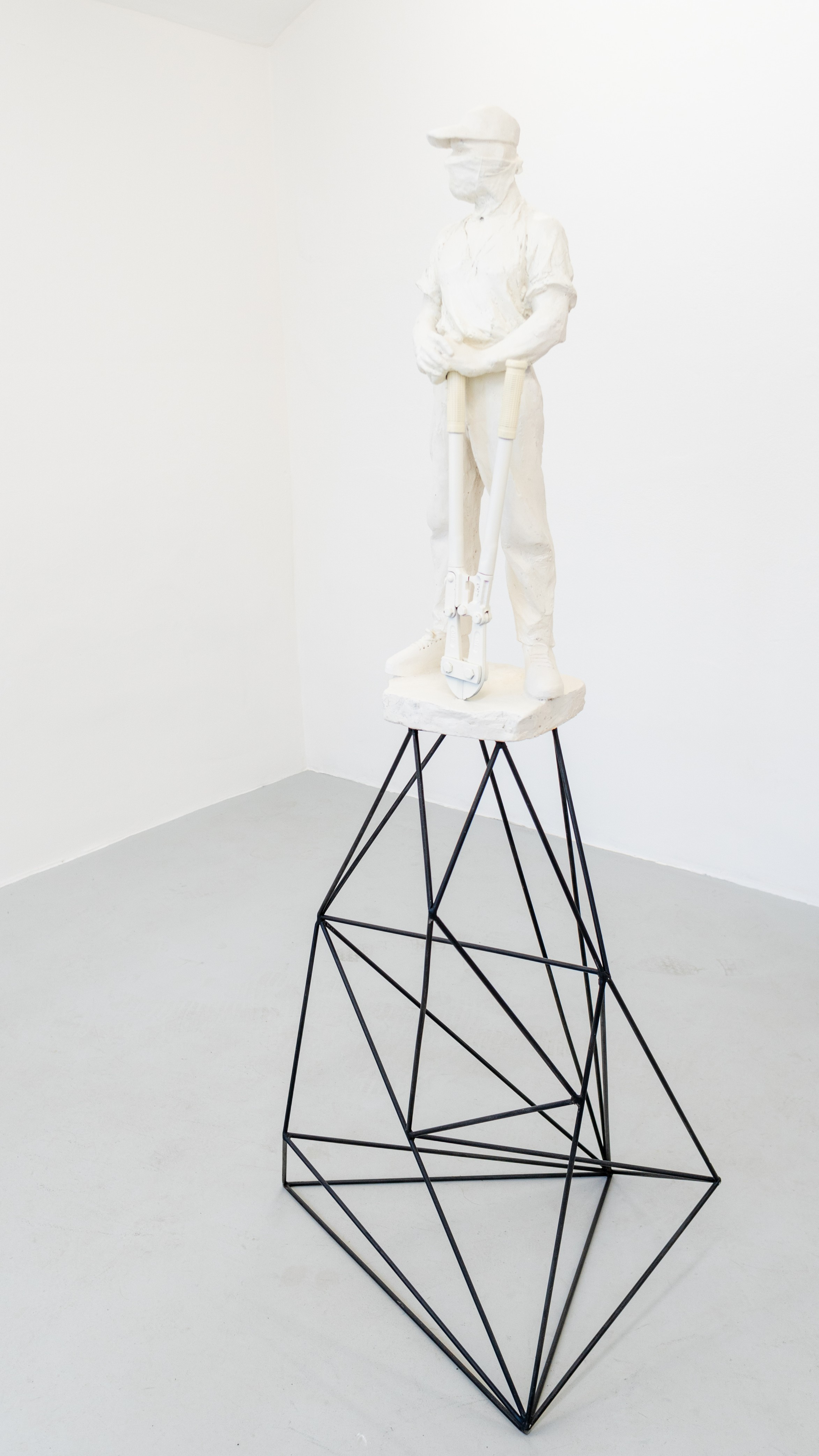
Pavel Karous, Squatter vyhlíží gentrifikaci, Galerie Bunkr, kurátor: Luděk Prošek, Most, 2023

#### Autorské

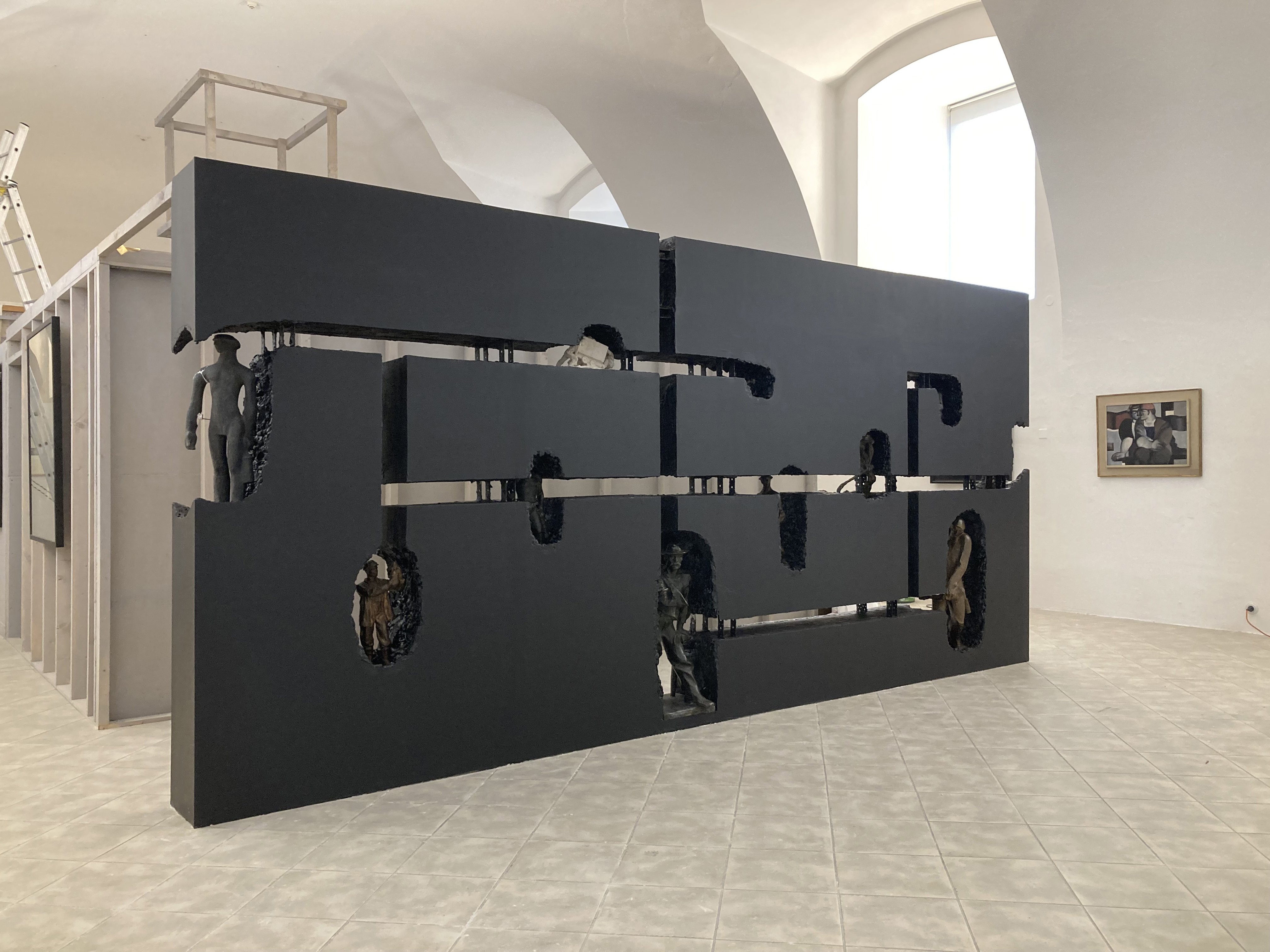
Pavel Karous, Řez hlubinným dolem, výstava: Hérakleitův princip, Galerie moderního umění Roudnice nad Labem, 2023

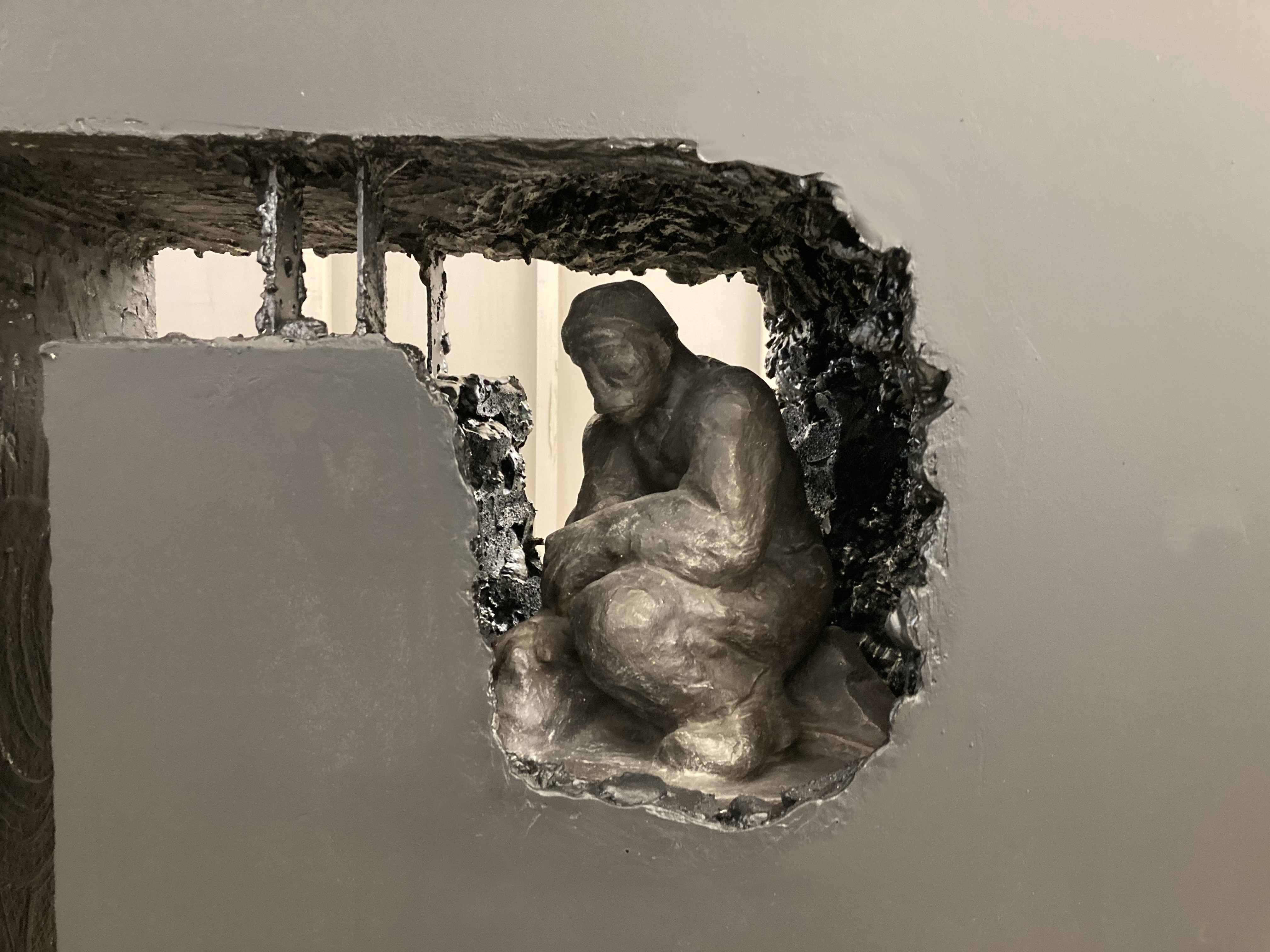
Pavel Karous, Řez hlubinným dolem, výstava: Hérakleitův princip, Galerie moderního umění Roudnice nad Labem, 2023

- 2005 – SuperSymetrie, Galerie Nová síň, Praha
- 2014 – Stoletá válka, kurátoři: Helena Sequens a Adam Stanko, galerie The Solution, Praha
- 2016 – Pomník Bruno Zwickera, festival Boskovice, kurátorka: Helena Musilová, Boskovice
- 2019 – Velká mostecká stávka, kurátor: Luděk Prošek, Galerie Bunkr, Most
- 2020 – Apps. OCCUPATION (dohromady s KundyCrew), Modern Art Gallery, kurátoři: Jan Vincenec, Kateřina Smejkalová, Praha
- 2021 – Ve vzduchu plove jablůňka, Tři Ocásci, festival Meeting Brno, Brno
- 2021 – Snové pustiny a praskliny, Once upon a beer, Praha –Vinohrady
- 2022 – Krajiny, pustiny a platformy, sociální družstvo Střecha, kurátorka: Kateřina Smejkalová, Praha – Nové Město
- 2023 – Utečenci hledají cestu na Google Maps,[18] Galerie hlavního města Prahy, White Cube, kurátorka: Helena Musilová, Městská knihovna v Praze
- 2023 – IQ test[19][20], MOON gallery[21], kurátor: Martin Grosman, Liberec
- 2023 – Antifascist Art, Café In The Ghetto, Káznice Brno, festival Faktor K, kurátor: David Oplatek, Brno
- 2024 – Ritterzeitgeist, Galerie Kaplička, PLAC (Platform for Landscape, Architecture and Culture), kurátor: Jan Picko, Jablonec nad Nisou[22]
- 2025 – Konec nadějí [23][24], Galerie Ahoj, nazdar, čau, kurátorka: Petra Semelka Filipovská, Jablonec nad Nisou

#### Společné
- 2000 – Neználek ve Slunečním státě, v rámci výstavy Forma sleduje vědu, galerie Jaroslava Fragnera, Praha
- 2000 – Přechodné úkazy, Pražský hrad, Letohrádek královny Anny, Praha
- 2000 – Zeppelin, Loucký klášter, Znojmo
- 2000 – Neználek ve Slunečním státě, kulturní prostor Utopia, A.M. 180 Gallery, Praha - Vinohrady
- 2001 – Výstava absolventů SUPŠS, Budova Střední uměleckoprůmyslové školy sklářské v Železném Brodě
- 2002 – Velký Bazar, Galerie La Fabrika, Praha
- 2003 – Potential Connections, České centrum, Londýn
- 2004 – Paterny, Foyer divadla Komedie, Praha
- 2005 – Enter, Umělecké centrum, Konvikt, Univerzita Palackého, Olomouc
- 2006 – Amarant 06, Velká žeň, kurátorka: Dita Hálová, Benešov u Prahy
- 2007 – Normalizační erotika, fotoseriál umělecké skupiny Nová věčnost, bar Krásný ztráty, Praha
- 2007 – Normalizační erotika - příběh s dobrým koncem, fotoseriál umělecké skupiny Nová věčnost, Fresh Film Fest, Karlovy Vary
- 2007 – Husákovo 3+1, Bytová kultura 70. let, Galerie 1, VŠUP, kurátor Pavel Vančát, Praha
- 2008 – Krystal T-6, Festival umění Šternberk 2008, kurátorka Dita Hálová, Moravský Šternberk
- 2009 – Brychtovi - 4generace, kurátor: Jakub Berdych, Výstavní síň Mánes, Praha
- 2010 – Bez cenzury, host autorské výstavy Dušana Záhoranského, Karlin Studios, Praha – Karlín
- 2010 – Altruismus, Bonner kunstverein, Bonn
- 2009 – Amarant 09, Normalizace - krystalizace, kurátorka Dita Hálová, Benešov u Prahy
- 2010 – Planeta Eden, kurátoři: Tomáš Pospiszyl a Ivan Adamovič, Dům umění města Brna, Centrum současného umění DOX, Praha
- 2011 – Transparency nation, výstava Atelieru skla, Centrum současného umění DOX, Praha
- 2011 – Vystavovatel a jeho diváci[27], Karous, Pěchouček, Sterec, Zahoranský, Dům umění města Brna, kurátoři: Rostislav Koryčánek a Martin Mazanec, Brno
- 2011 – Umprumáci for Ajeto, galerie Ajeto, Nový Bor
- 2012 – KOLABORATORIO VOL.2, galerie Laboratorio, galerie m.odla, Praha – Holešovice
- 2012 – host na výstavě Philipa Topolovace: Studie výdechů I – IV, Galerie Laboratorio, Praha – Holešovice
- 2012 – Street for Art, kurátor Jiří Sulženko, David Kašpar, Praha – Jižní Město
- 2012 – Monstrance, ART SAFARI 23, ateliér Bubec, kurátor Čestmír Suška, Praha – Řeporyje
- 2012 – Vetřelci a volavky, výstava Pražská panelová sídliště[28][29], Sál architektů, kurátorka: Klára Halmanová, foto: Hynek Alt, Praha – Staré Město
- 2012 – Okrašlování, výstava sochařských projektů pro Prosek[30], kurátorka: Dagmar Šubrtová, Galerie 9, Praha 9
- 2013 – Vetřelci a volavky – ateliér sochaře, kurátor: Pavel Karous, Centrum současného umění DOX, Praha
- 2013 – RED8, galerie VŠUP, kurátoři: Tereza Jindrová a Jen Kratochvil, Praha
- 2013 – À la recherche de la bohème perdue, Galerie NTK, kurátor Mark Divo, Praha
- 2014 – 11, výstava absolventů Ateliéru prostorové tvorby Mariana Karla na VŠUP, Klášterní kostel sv. Antonína Paduánského - koncertní a výstavní síň, Sokolov
- 2014 – 8th International Dada Festival, Basel, Švýcarsko
- 2014 – Památník obětem české transformace“, kurátor: Jan Stolín, Galerie Die Aktualität des Schönen], Liberec
- 2014 – Neználek na Měsíci, Autonomní sociální centrum Klinika, Praha – Žižkov
- 2015 – Periférie, kurátor Jiří Machalický, galerie Artsalon, Tančící dům, Praha
- 2016 – Der Spiegel der Anderen / Mirror of Alterity, umělecká skupina Nová Věčnost, kurátor Juraj Čarný, galerie Kunstpunkt, Berlín
- 2016 – Fašismus a figurace, umělecká skupina Nová Věčnost, kurátorka: Lene Charlotte Tangen, Art hall/ Kunstsalen at Lørenskog, Oslo
- 2016 – HateFree?, kurátorka Zuzana Štefková, Centrum současného umění DOX, Praha
- 2016 – Místo Monumentu, kurátorka Anežka Bartlová, galerie VIPER, Praha
- 2016 – Strach z neznámého, umělecká skupina Nová Věčnost, kurátorka Lenka Kukurová, Kunsthalle Bratislava
- 2017 – Strach z neznámého, Galerie NTK, kurátorka: Lenka Kukurová, Praha
- 2017 – Fašismus a figurace, umělecká skupina Nová Věčnost, White Pearl Gallery, kurátorka: Alexandra Karpuchina, Praha
- 2019 – Moc bezmocných, instalace umělecké skupiny Nová věčnost: Sousedé, Kunsthalle Bratislava, kurátorka: Lenka Kukurová, Bratislava
- 2020 – BASIS KUNST UND BAU, Macharten von Ost bis West, Stadtgalerie Bern, kurátor: Ronny Hardliz, Bern
- 2022 – Z galerie VEN! / Umění v českém veřejném prostoru po roce 1989[31], Galerie Jaroslava Fragnera, kurátor: Petr Kratochvíl, Praha
- 2022 – Black & Red, Art Quarter Budapest – Cellar, Budapešť, Syndicat Potentiel, Štrasburk, kurátoři: Antonio Gallego, Roberto Martinez, Bernard Marcadé, Mathieu Tremblin, Kristóf Kovács A.K.A Gergely Sajnos
- 2023 – Řez hlubinným dolem[25], výstava: Hérakleitův princip / Sto let uhlí v českém umění[26], Galerie moderního umění Roudnice nad Labem, kurátorka: Magdalena Deverová, architekt výstavy: Tomáš Svoboda, Roudnice nad Labem
- 2023 – Model Věže SNP, výstava: Dystopian Monuments, kurátor výstavy: Adam Galko, Turčianska galéria, Martin
- 2024 – Beranidlo na Magistrát, výstava: Právo na bydlení[32], kurátorka výstavy: Karolína Plášková, Galerie Jaroslava Fragnera, Praha
- 2025 – Hůl pouličního kazatele, výstava: Kolektivizácia budúcnosti[33], kurátor: Omar Mirza a kolektiv, Artrooms Moravany[34], Zámek Moravany nad Váhom

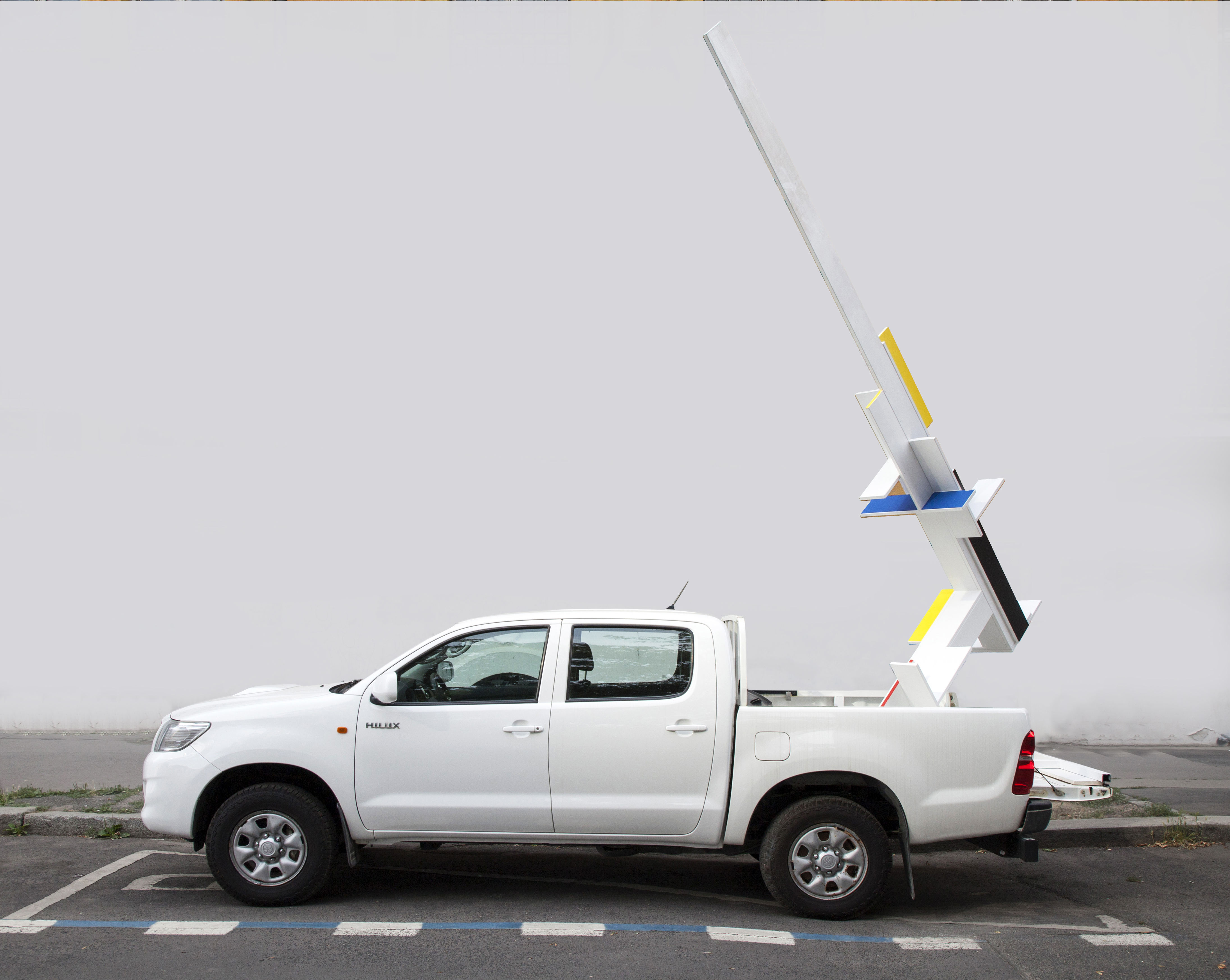
Pavel Karous, Třetí avantgarda, ocel, dřevo, barva, Toyota Hillux, 2019, Neighbourhood Boogie Woogie, Žižkov

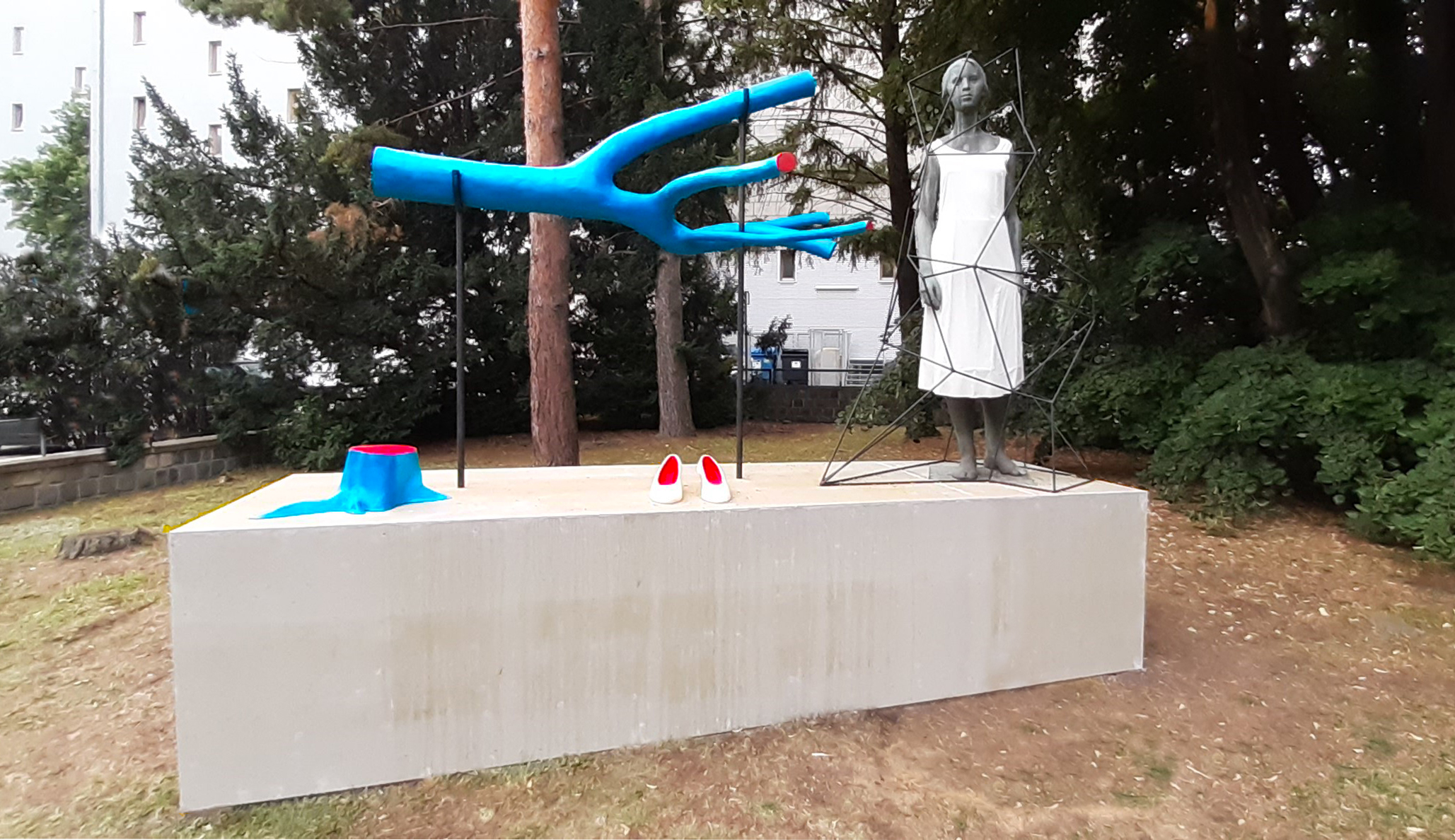
Aktualizace pomníku Marie Kudeříkové, Ve vzduchu plove jabloňka", Pavel Karous, festival Meeting Brno, 2021

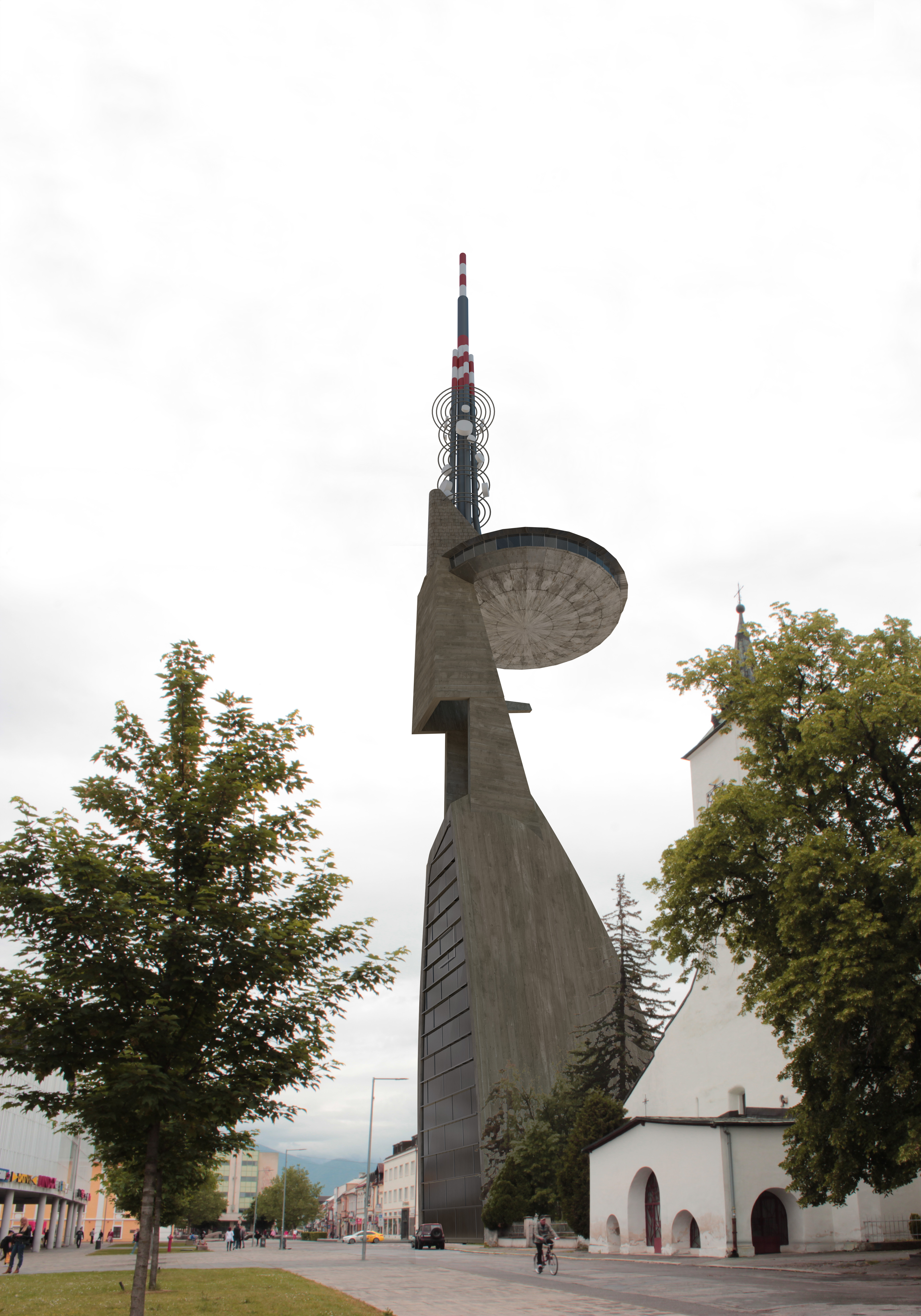
Pavel Karous, Věž SNP, sympózium Socha v meste IX, Turčianska galéria, 2023

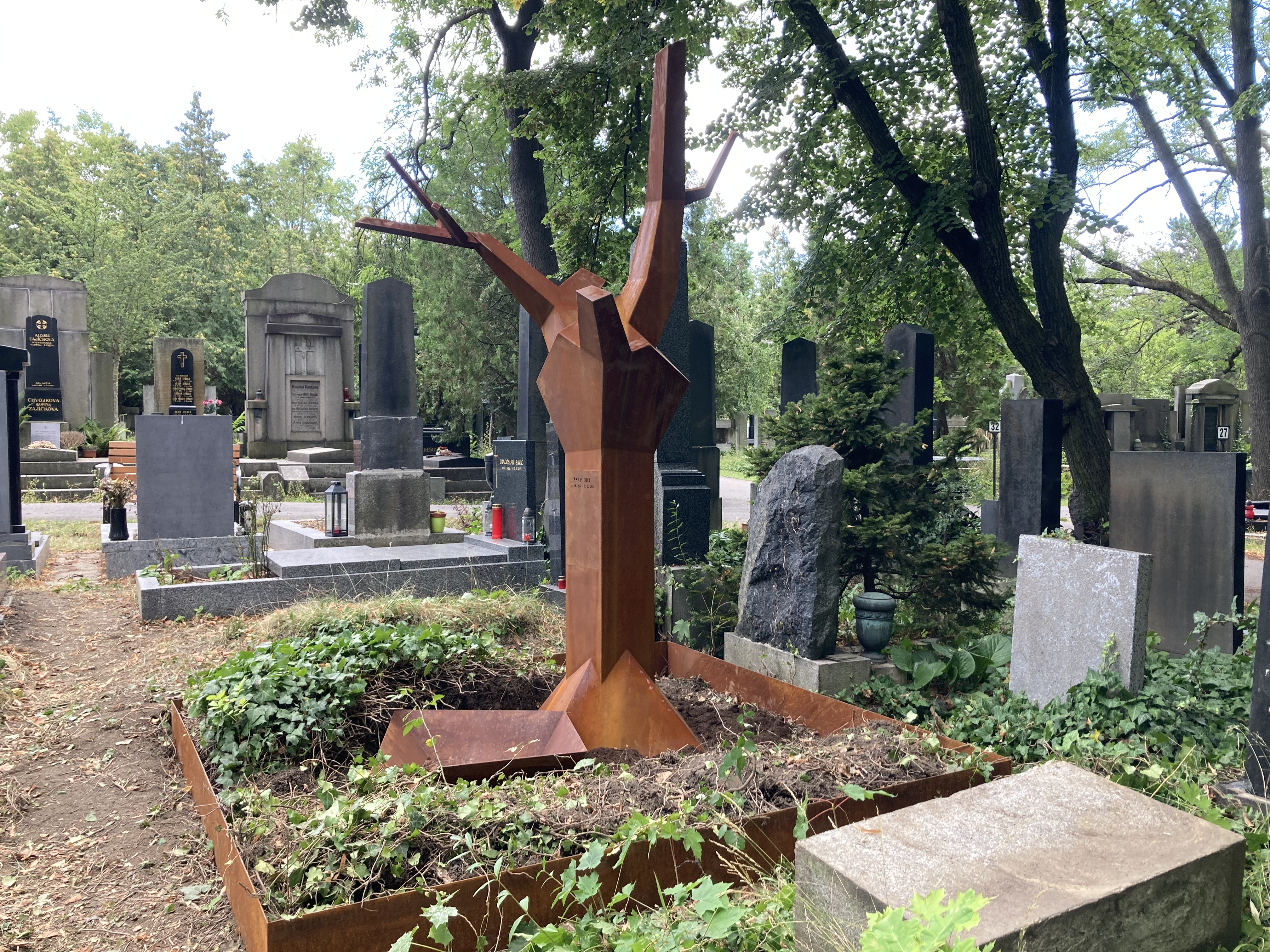
Pavel Karous, Náhrobek Petra Uhla, Vinohradské hřbitovy, Praha – Vinohrady, 2023

### Instalace a realizace ve veřejném prostoru a v rámci architektury
- 2006 – T6, Sculpture Grande 06, Galerii ART Faktory, Václavské náměstí, Praha
- 2006 – Tramvaj 2, Project, Holešovická tržnice, Praha
- 2010 – Žvejkačka, piazzeta Nové Scény Národního Divadla, Praha
- 2012 – Transportér Pandur, kurátoři: Tomáš Knoflíček a Libor Novotný, festival Kukačka 2012, Ostrava
- 2013 – Artificial stone, Medzicentum IV: Medzi výmenníkmi, Košice
- 2013 – IQ test, výstava Ateliéru skla na Gerrit Rietveld Academy, Amsterdam
- 2014 – Ostrov, kurátorka: Nina Šošková, Medzicetrum V., Topoľčany
- 2014   Pomníček vyhynulým ideálům, Seš-lost, výstava ve veřejném prostoru, kurátor: Libor Novotný, Železný Brod
- 2014 – exteriérová světelná skleněná plastika Totem, mrak, polštář (pocta Zdeňkovi Šimkovi) pro soukromou vilu na Proseku, Praha
- 2015 – „…i utečencům“, umělecká skupina Nová Věčnost, Smíchovská synagoga, Praha
- 2015 – Hmyzí město, Praha - Braník, 1. místo veřejné soutěže na objekt pro park
- 2015 – Minimální mobilní dům, Praha - Košíře, 1. místo výběrové soutěže
- 2015 – Památník obětem policejního násilí, Autonomní sociální centrum Klinika, Praha – Žižkov
- 2015 – Píseň pro Rudolfa s Michalem Pěchoučkem, Plzeň – Evropské hl. m. kultury, kurátor: Rostislav Koryčánek, Plzeň
- 2015 – SUV vozík, Venuše ve Švehlovce, Praha – Žižkov
- 2015 – Štěstí je volba, umělecká skupina Nová Věčnost, Drahonice
- 2017 – Predátor a plameňák, festival Open air arena Betlémské náměstí, Galerie Jaroslava Fragnera, kurátor: Dan Merta, Praha
- 2017 – Škoda Outsider, V rámci výstavy NOMÁDI / Depo2015, kurátor: Radek Wohlmuth, Plzeň
- 2017 – Zářič, výstava Brno Art Open 2017, Dům umění města Brna, kurátoři: Tomáš Knoflíček a Libor Novotný, Brno
- 2017 – Skleněná mozaika a gobelín Oheň a kouř do zasedací kanceláře administrativní budovy na Maninách, Praha
- 2019 – Predátor a plameňák, Landscape festival, kurátoři: Dan Merta a Marek Pokorný, Ostrava
- 2019 – Třetí avantgarda, festival Neighbourhood Boogie Woogie, galerie Hunt Kastner, kurátor: Milan Mikuláštík, Praha – Žižkov
- 2020 – Sjednocený prekariát digitálních platforem, Bubahof, kurátoři: Jan Vincenec, Praha – Strašnice
- 2021 – Dějiny se nezastavili, Vítězné náměstí Petra Kellnera, Vítězné náměstí, Praha – Dejvice
- 2021 – Ve vzduchu plove jablůňka, aktualizace pomníku Marie Kudeříkové, festival Meeting Brno, Brno
- 2022 – Obrana třetí avantgardy, kurátorka: Zuzana Godálová, Kvantum – festival současného umění v přírodě, Pažite kreativně-kulturní centrum, Podhradie, okres Topoľčany
- 2022 – Tramvaj jako noclehárna, kurátor: Robin Kvapil, sociální družstvo Střecha, Lidový dům, Praha – Nové město
- 2023 – Věž SNP[35], sympózium Socha v meste IX[36], Turčianska galéria, kurátoři: Adam Galko a Ivana Rumanová, obchodné centrum Galéria Martin, Martin
- 2023 – Náhrobek Petra Uhla, Vinohradské hřbitovy, Praha – Vinohrady
- 2023 – Pomník Marie Kudeříkové, Káznice Brno, kurátoři: David Oplatek a Hynek Skoták, Brno
- 2023 – Beranidlo na Magistrát[37], instalace a performance na 17. listopad před pražským magistrátem dohromady s kolektivem Jezevky[38], Mafiánské náměstí, Praha - Staré Město
- 2024 – Ripleyová a vetřelci a volavky / performativní procházka za hrdinkami Brna, Brno Art Week[39], Galerie TIC, kurátorka Marika Kupková, Brno
- 2024 – Beranidlo na magistrát[40], stála instalace, sídlo Fokus Praha – komunitní centrum Podskalí pro duševní zdraví, kurátorka Magdalena Opletalová, Praha - Vyšehrad
- 2025 – Kudeříková a vetřelci a volavky[41] / performativní procházka místy odporu proti fašismu (dohromady s Martinem Pfannem), Brno Art Week, Galerie TIC, kurátorka Marika Kupková, Brno
- 2025 – Konec nadějí[42], Galerie Ahoj, nazdar, čau, kurátorka: Petra Semelka Filipovská, Jablonec nad Nisou
- 2025 – IQ test III., TRAIL MODERNY, kurátor: Tomáš Makara, Humenné
- 2025 – De Brugwachter - zombie apocalypse abstraction[43][44], kurátoři: Mieke Conijn, Josien in 't Hof, Koen Bril, IJsselbiënnale 2025, Kunstenlab, Deventer, Nizozemsko

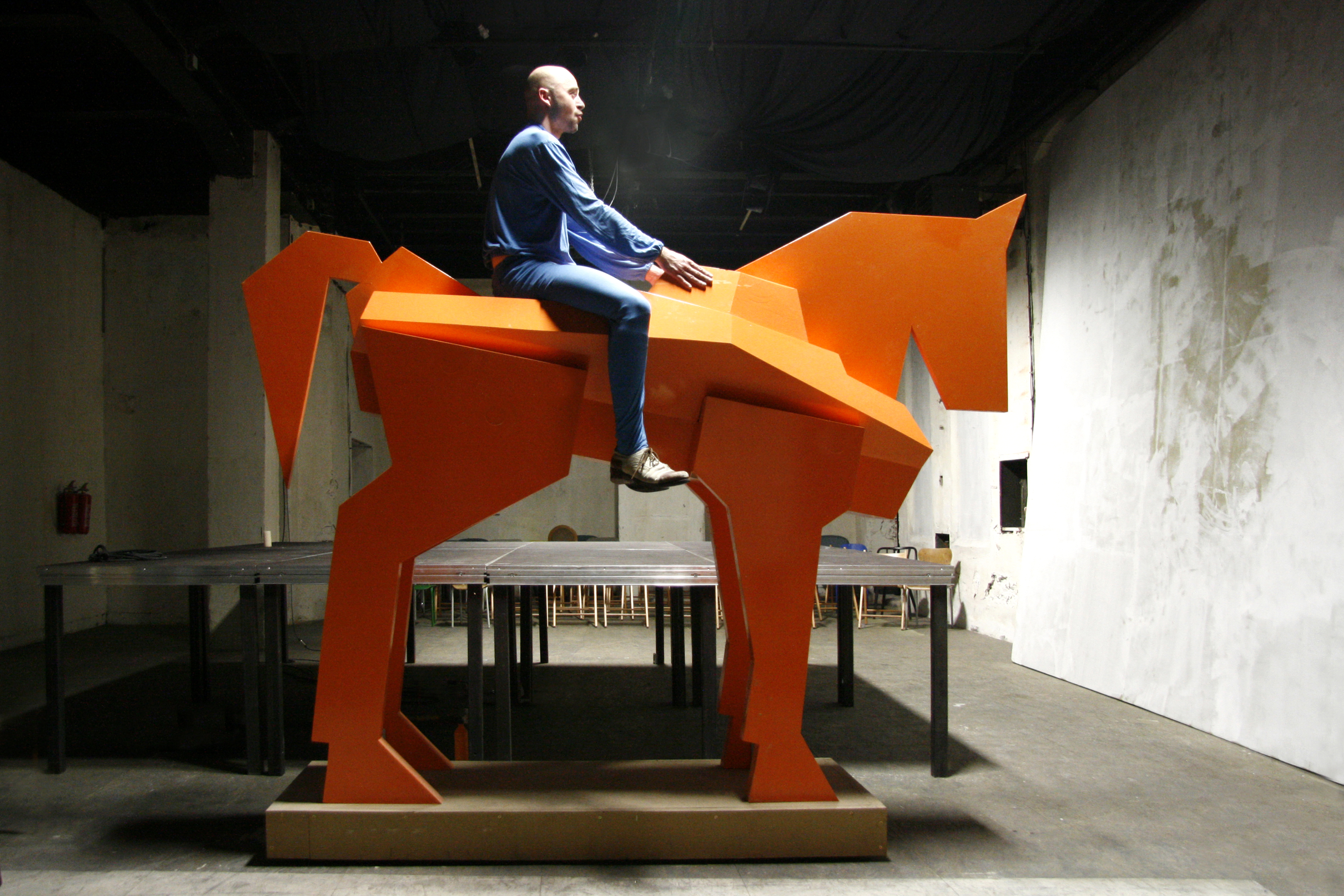
Pavel Karous, scénografický objekt z divadelní hry Muži malují Michala Pěchoučka, 2009

### Scénografie
- 2001 – Valerie a týden divů, režie: Viktorie Čermáková, Divadlo Komedie, Praha
- 2005 – Ouvej a Běda, režie: Jaroslav Achab Haidler, Divadlo Givetime, Tel Aviv
- 2009 – Muži Malují, režie: Michal Pěchouček, scénografický objekt, MeetFactory, Praha
- 2009 – BONDYCOMICS, autor hry: Egon Bondy, režie: David Czesany, dramaturgie: Lucie Ferenzová, Kostýmy: Kateřina Dudová. Divadlo Debut, Pidivadlo, Praha
- 2010 – Octobriana – Leninova dcera, NoD, režie: Jan Lepšík, Praha

### Architektura a kurátorství výstav
- 2011 – Vetřelci a volavky NOW!, Centrum pro současné umění DOX, kurátor: Pavel Karous, Praha
- 2011 – Stanislav Libenský Award, Císařská konírna na Pražském hradě, kurátor: Milan Hlaveš, Praha
- 2012 – Ateliér skla (UMPRUM), DesignBlok '12, Praha
- 2013 –Vetřelci a volavky, Ateliér sochaře, Centrum pro současné umění DOX, kurátoři: Ivona Raimanová a Pavel Karous, Praha
- 2016 – Jižní město – od utopie k realitě, galerie Chodovská tvrz, kurátoři: Pavel Karous a Jiří Sulženko, Praha
- 2019 – Hotel Praha, Retromuseum GAVU, kurátor: Pavel Karous, Cheb

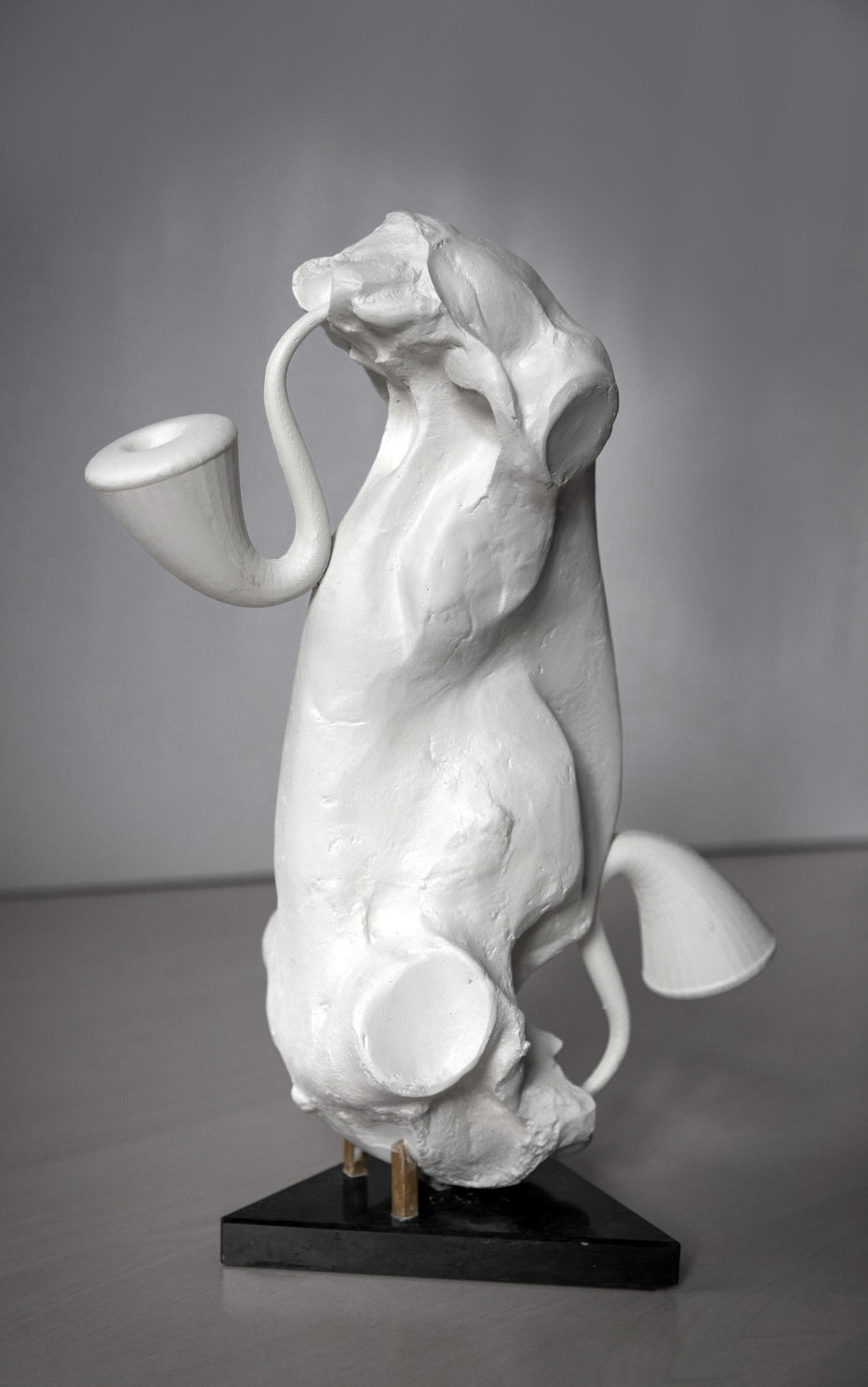
Pavel Karous, design Ceny Institutu dokumentárního filmu pro Karla Vachka za celoživotní dílo, kino Ponrepo, Praha, 2020

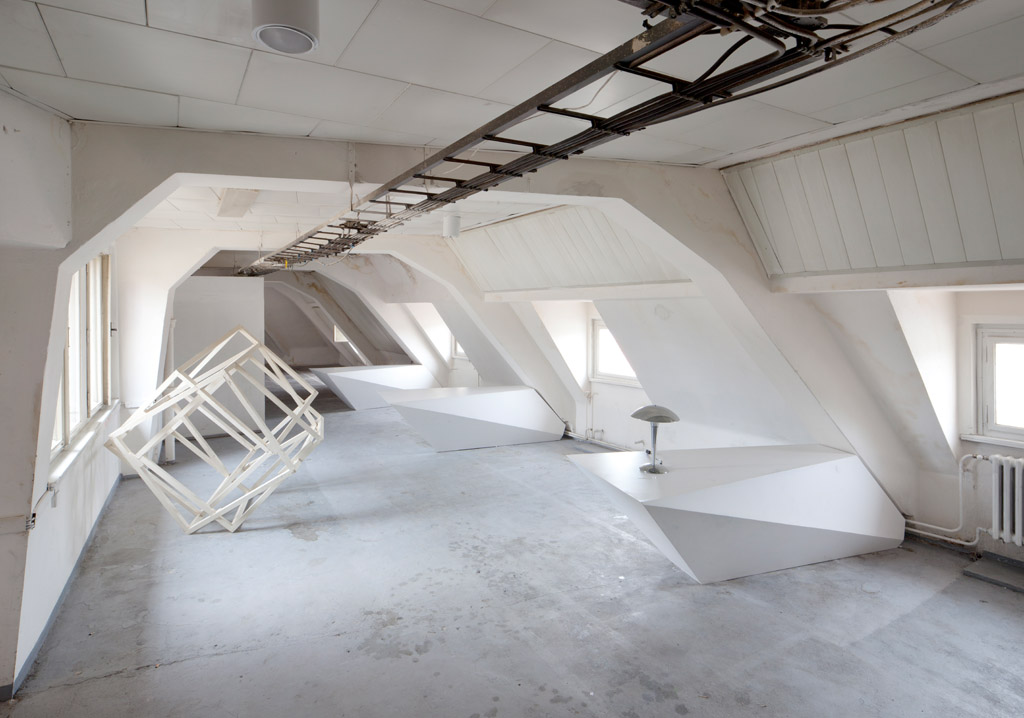
Pavel Karous, interiérový design pro Klub Tiskárna, Praha, 2013

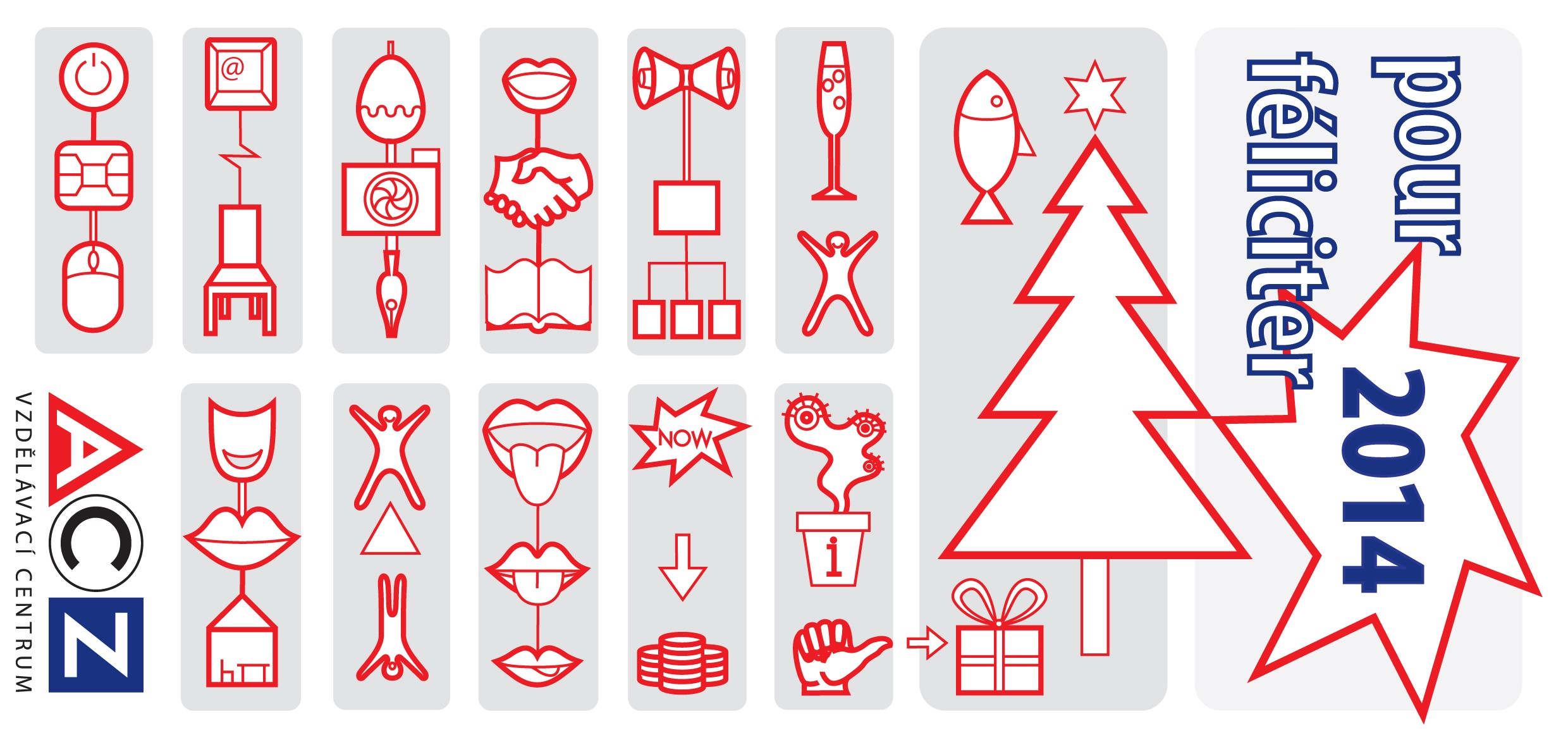
Pavel Karous, ACZ, PF 2014

### Design
- 2008 – grafický design a logo vzdělávacího centra ACZ
- 2012 – design Ceny Zlatý průduch za přínos pro lokální kulturu Street for Art, Praha – Jižní město
- 2013 – design tenisového poháru Cena Jana Noháče, Praha
- 2013 – interiérový design pro Klub Tiskárna, Praha
- 2014 – exteriérová světelná skleněná plastika Totem, mrak, polštář (pocta Zdeňkovi Šimkovi) pro soukromou vilu na Proseku, Praha
- 2017 – Skleněná mozaika a gobelín Oheň a kouř do zasedací kanceláře administrativní budovy na Maninách, Praha
- 2019 – SUPER-BOWL Hotel Praha, dekorace misek a talířů z limitované kolekce původního projektu SUPER-BOWL, který pro nakladatelství knih BiggBoss znovu oživilo nakladatelství designu TABLO k příležitosti vydání knihy Hotel Praha
- 2020 – design Ceny Institutu dokumentárního filmu pro Karla Vachka za celoživotní dílo, kino Ponrepo, Praha
- 2022 – SUPER-BOWL pro Ukrajinu, dekorace misek z limitované kolekce projektu SUPER-BOWL
- 2023 – Amplion, cena organizace Konsent za přínos v boji proti sexuálnímu násilí[45], ve spolupráci se Střední uměleckoprůmyslovou školou sklářskou v Železném Brodě.

### Kresby, grafiky a ilustrace
- 1994 – Rodina matky měst[46], Městská statistická správa v hl. m. Praze, editor: Jan Tuček
- 1994 – Facts and Figures in Comparison, Městská statistická správa v hl. m. Praze
- 2013 – vytvořil ilustrace do publikace Vetřelci a volavky[47], nakladatelství Arbor Vitae, editor: Pavel Karous
- Svými ilustracemi pravidelně přispívá do novin a časopisů jako je Salón Práva[48], Novinky.cz[49], Deník Alarm[50][51], anarchistická revue Existence[52], časopis A2[53] a vytváří plakáty pro divadelní spolek Lachende Bestien[54] režiséra Michala Háby.

### Publikační činnost
- 2011 – Vetřelci a volavky na Jižním městě, mapa soch ve veřejném prostoru Prahy 11, Street for Art, editor: Pavel Karous
- 2013 – Vetřelci a volavky, nakladatelství Arbor Vitae, editor: Pavel Karous
- 2014 – O jablku a dalších, Průvodce po výtvarném umění 60. a 80. let 20. století ve veřejném prostoru Jablonce nad Nisou, PLAC, editor: Jakub Chuchlík
- 2014 – Experimentální sídliště Invalidovna, Národní památkový ústav, editor: Ladislav Zikmund-Lender
- 2018 – Praha brutálně krásná. Mimořádné stavby postavené v Praze v letech 1969-1989[55], editor: Ondřej Horák Scholastika, 2018
- 2019 – Hotel Praha, nakladatelství Bigg Boss, editor: Pavel Karous
- 2024 – Pražské metro[56], nakladatelství Paseka, editor: Pavel Karous

### Televizní a filmová tvorba
- 2008 – Námět a scénář dokumentu České televize Vetřelci a volavky,[57] režie: Rozálie Kohoutová, koprodukce: Radim Procházka
- 2018 – 2021 – Námět, scénář a moderování pořadu o současném výtvarném umění ve veřejném prostoru Vetřelci a plameňáci,[58] internetová televize Stream, režie: Kateřina Hladíková
- 2022 – Námět, scénář a moderování pořadu o angažovaném výtvarném umění Antifascist Art,[59] mediální platforma Alarm, režie: Vladimír Turner
- 2022 – 2025 – Námět, scénář a moderování pořadu o vizuálním umění ve veřejném prostoru Volavky a predátoři,[60] televizní stanice ČT art, režie: Ondřej Mazura, dramaturgie: Jiří Koukal, kamera a střih: Ondřej Mazura a Hedvika Ptáčková
- 2025 – Účinkující v dokumentu Veřejně prospěšné práce (Urban Disobedience Toolkit)[61] režiséra Vladimíra Turnera.

## Ocenění
Pavel Karous s umělci Michal Pěchouček, Pavel Sterec, Dušan Zahoranský byly oceněni iniciativou Umělec má cenu za Nejlepší skupinovou výstavu roku 2011 v kategorii Kolektivní výstava roku, která proběhla v Domě umění města Brna. V roce 2014 získala publikace Vetřelci a volavky 1. Cenu v soutěži Nejkrásnější kniha roku vyhlášené Památníkem národního písemnictví a Ministerstvem kultury ČR v kategorii Vědecká a odborná literatura. V roce 2015 získala kynetická obytná socha Minimální mobilní dům 1. místo v soutěži Can Starter. Na knižním veletrhu v Lipsku v roce 2015, získala Tereza Hejmová a Pavel Karous čestné uznání za podobu knihy Vetřelci a volavky v mezinárodní soutěži Best Book Design from all over the World 2015. V roce 2024 získala skupinová výstava kurátorky Magdaleny Deverové „Hérakleitův princip: 100 let uhlí v českém umění“, na které se Karous podílel, cenu v kategorii nejlepší výstava v ČR v roce 2023 na 22. ročníku Národní soutěže muzeí Gloria musaealis.